# کاناکو تاتنو
کاناکو تاتنو (انگلیسی: Kanako Tateno; ۴ ژانویهٔ ۱۹۸۰ – ) صداپیشه اهل ژاپن بود.